# Scherma ai Giochi della VIII Olimpiade - Sciabola a squadre maschile
La competizione della sciabola a squadre maschile  di scherma ai Giochi della VIII Olimpiade si tenne nei giorni dal 12 al 15 luglio 1924 presso lo stadio di Colombes a Parigi

## Risultati

### 1 Turno
Si disputò il 12 luglio. 5 gruppi, le prime due squadre avanzarono ai quarti di finale.
| Pos. | Nazione        | Atleta | Vittorie | VI | SI | Incontri          | Incontri                  | Incontri          | Incontri |
| Pos. | Nazione        | Atleta | Vittorie | VI | SI | Italia (bandiera) | Cecoslovacchia (bandiera) | Grecia (bandiera) |          |
| ---- | -------------- | --- | -------- | -- | -- | ----------------- | ------------------------- | ----------------- | -------- |
| 1    | Italia         | Oreste Puliti, Oreste Moricca, Marcello Bertinetti, Giulio Sarrocchi, Renato Anselmi, Guido Balzarini, Bino Bini, Vincenzo Cuccia | 2        | 25 | 7  | X                 | 11-5                      | 14-2              |          |
| 2    | Cecoslovacchia | František Dvořák, Alexandr Bárta, Luděk Opplt, Josef Jungmann, Otakar Švorčík                                                     | 1        | 15 | 17 | 5-11              | X                         | 10-6              |          |
| 3    | Grecia         | Konstantinos Kotzias, Iōannīs Geōrgiadīs, Tryfon Triantafyllakos, Konstantinos Nikolopoulos                                       | 0        | 8  | 24 | 2-14              | 6-10                      | X                 |          |

| Pos. | Nazione     | Atleta | Vittorie | VI | SI | Incontri               | Incontri               | Incontri           | Incontri           |
| Pos. | Nazione     | Atleta | Vittorie | VI | SI | Paesi Bassi (bandiera) | Stati Uniti (bandiera) | Uruguay (bandiera) | Polonia (bandiera) |
| ---- | ----------- | --- | -------- | -- | -- | ---------------------- | ---------------------- | ------------------ | ------------------ |
| 1    | Paesi Bassi | Jan van der Wiel, Arie de Jong, Henri Wijnoldy-Daniëls, Jetze Doorman, Hendrik Scherpenhuijzen, Maarten van Dulm                        | 3        | 35 | 13 | X                      | 10-6                   | 9-7                | 16-0               |
| 2    | Stati Uniti | Arthur Lyon, Joseph Parker, Edwin Fullinwider, Laurence Castner, Chauncey McPherson, Ernest Gignoux, Albert Strauss, Harold Van Buskirk | 2        | 27 | 21 | 6-10                   | X                      | 9-7                | 12-4               |
| 3    | Uruguay     | Héctor Belo, Conrado Rolando, Domingo Mendy, Santos Ferreira, Pedro Mendy                                                               | 0        | 14 | 18 | 7-9                    | 7-9                    | X                  | ND                 |
| 4    | Polonia     | Alfred Ader, Adam Papée, Jerzy Zabielski, Konrad Winkler                                                                                | 0        | 4  | 28 | 0-16                   | 4-12                   | ND                 | X                  |

| Pos. | Nazione | Atleta | Nota           |
| ---- | ------- | --- | -------------- |
| 1    | Spagna  | Julián de Olivares, Julio González, Jesús López de Lara, Fernando Guillén, Jaime Mela                         | Passa il turno |
| 1    | Francia | Maurice Taillandier, Georges Conraux, Lionel Lifschitz, Marc Perrodon, Henri de Saint-Germain, Jean Jannekeyn | Passa il turno |
| -    | Romania | | DNS            |

| Pos. | Nazione       | Atleta | Vittorie | VI | SI | Incontri            | Incontri             | Incontri                 | Incontri |
| Pos. | Nazione       | Atleta | Vittorie | VI | SI | Ungheria (bandiera) | Danimarca (bandiera) | Gran Bretagna (bandiera) |          |
| ---- | ------------- | --- | -------- | -- | -- | ------------------- | -------------------- | ------------------------ | -------- |
| 1    | Ungheria      | Ödön von Tersztyánszky, János Garay, Sándor Pósta, László Berti, József Rády, Zoltán Schenker, Jenő Uhlyárik, László Széchy | 1        | 15 | 1  | X                   | ND                   | 15-1                     |          |
| 2    | Danimarca     | Ivan Osiier, Einar Levison, Jens Berthelsen, Peter Ryefelt, Svend Aage Munck                                                | 1        | 9  | 7  | ND                  | X                    | 9-7                      |          |
| 3    | Gran Bretagna | Edward Brookfield, William Marsh, Robin Dalglish, Cecil Kershaw, William Hammond, Archibald Corble                          | 0        | 8  | 24 | 1-15                | 7-9                  | X                        |          |

| Pos. | Nazione   | Atleta                                                                         | Nota           |
| ---- | --------- | ------------------------------------------------------------------------------ | -------------- |
| 1    | Argentina | Horacio Casco, Raúl Sola, Santiago Torres, Carmelo Merlo, Arturo Ponce         | Passa il turno |
| 2    | Belgio    | Jean-Pierre Willems, Charles Delporte, Robert Feyerick, Léon Tom, Félix Goblet | Passa il turno |
| -    | Austria   |                                                                                | DNS            |

### Quarti di finale
Si disputò il 13 luglio. 3 gruppi, le prime due squadre avanzarono alle semifinali.
| Pos. | Nazione     | Atleta | Vittorie | VI | SI | Incontri            | Incontri          | Incontri          | Incontri               |
| Pos. | Nazione     | Atleta | Vittorie | VI | SI | Ungheria (bandiera) | Italia (bandiera) | Belgio (bandiera) | Stati Uniti (bandiera) |
| ---- | ----------- | --- | -------- | -- | -- | ------------------- | ----------------- | ----------------- | ---------------------- |
| 1    | Ungheria    | Ödön von Tersztyánszky, János Garay, Sándor Pósta, László Berti, József Rády, Zoltán Schenker, Jenő Uhlyárik, László Széchy             | 2        | 24 | 10 | X                   | ND                | 10-6              | 14-4                   |
| 2    | Italia      | Oreste Puliti, Oreste Moricca, Marcello Bertinetti, Giulio Sarrocchi, Renato Anselmi, Guido Balzarini, Bino Bini, Vincenzo Cuccia       | 2        | 20 | 12 | ND                  | X                 | 8-8 (50-46)       | 12-4                   |
| 3    | Belgio      | Jean-Pierre Willems, Charles Delporte, Robert Feyerick, Léon Tom, Félix Goblet                                                          | 0        | 14 | 18 | 6-10                | 8-8 (46-50)       | X                 | ND                     |
| 4    | Stati Uniti | Arthur Lyon, Joseph Parker, Edwin Fullinwider, Laurence Castner, Chauncey McPherson, Ernest Gignoux, Albert Strauss, Harold Van Buskirk | 0        | 8  | 26 | 4-14                | 4-12              | ND                | X                      |

| Pos. | Nazione     | Atleta | Vittorie | VI | SI | Incontri             | Incontri               | Incontri          | Incontri |
| Pos. | Nazione     | Atleta | Vittorie | VI | SI | Argentina (bandiera) | Paesi Bassi (bandiera) | Spagna (bandiera) |          |
| ---- | ----------- | --- | -------- | -- | -- | -------------------- | ---------------------- | ----------------- | -------- |
| 1    | Argentina   | Horacio Casco, Raúl Sola, Santiago Torres, Carmelo Merlo, Arturo Ponce                                           | 2        | 23 | 9  | X                    | 10-6                   | 13-3              |          |
| 2    | Paesi Bassi | Jan van der Wiel, Arie de Jong, Henri Wijnoldy-Daniëls, Jetze Doorman, Hendrik Scherpenhuijzen, Maarten van Dulm | 1        | 18 | 14 | 6-10                 | X                      | 12-4              |          |
| 3    | Spagna      | Julián de Olivares, Julio González, Jesús López de Lara, Fernando Guillén, Jaime Mela                            | 0        | 7  | 25 | 3-13                 | 4-12                   | X                 |          |

| Pos. | Nazione        | Atleta | Vittorie | VI | SI | Incontri           | Incontri                  | Incontri             | Incontri |
| Pos. | Nazione        | Atleta | Vittorie | VI | SI | Francia (bandiera) | Cecoslovacchia (bandiera) | Danimarca (bandiera) |          |
| ---- | -------------- | --- | -------- | -- | -- | ------------------ | ------------------------- | -------------------- | -------- |
| 1    | Francia        | Maurice Taillandier, Georges Conraux, Lionel Lifschitz, Marc Perrodon, Henri de Saint-Germain, Jean Jannekeyn | 2        | 18 | 14 | X                  | 8-8 (49-43)               | 10-6                 |          |
| 2    | Cecoslovacchia | František Dvořák, Alexandr Bárta, Luděk Opplt, Josef Jungmann, Otakar Švorčík                                 | 1        | 20 | 12 | 8-8 (43-49)        | X                         | 12-4                 |          |
| 3    | Danimarca      | Ivan Osiier, Einar Levison, Jens Berthelsen, Peter Ryefelt, Svend Aage Munck                                  | 0        | 10 | 22 | 6-10               | 4-12                      | X                    |          |

### Semifinali
Si disputò il 14 luglio. 2 gruppi, le prime due squadre avanzarono alla finale.
| Pos. | Nazione        | Atleta | Vittorie | VI | SI | Incontri          | Incontri                  | Incontri             | Incontri |
| Pos. | Nazione        | Atleta | Vittorie | VI | SI | Italia (bandiera) | Cecoslovacchia (bandiera) | Argentina (bandiera) |          |
| ---- | -------------- | --- | -------- | -- | -- | ----------------- | ------------------------- | -------------------- | -------- |
| 1    | Italia         | Oreste Puliti, Oreste Moricca, Marcello Bertinetti, Giulio Sarrocchi, Renato Anselmi, Guido Balzarini, Bino Bini, Vincenzo Cuccia | 1        | 14 | 4  | X                 | ND                        | 14-4                 |          |
| 2    | Cecoslovacchia | František Dvořák, Alexandr Bárta, Luděk Opplt, Josef Jungmann, Otakar Švorčík                                                     | 1        | 8  | 8  | ND                | X                         | 8-8 (47-45)          |          |
| 3    | Argentina      | Horacio Casco, Raúl Sola, Santiago Torres, Carmelo Merlo, Arturo Ponce                                                            | 0        | 12 | 22 | 4-14              | 8-8 (45-47)               | X                    |          |

| Pos. | Nazione     | Atleta | Vittorie | VI | SI | Incontri            | Incontri               | Incontri           | Incontri |
| Pos. | Nazione     | Atleta | Vittorie | VI | SI | Ungheria (bandiera) | Paesi Bassi (bandiera) | Francia (bandiera) |          |
| ---- | ----------- | --- | -------- | -- | -- | ------------------- | ---------------------- | ------------------ | -------- |
| 1    | Ungheria    | Ödön von Tersztyánszky, János Garay, Sándor Pósta, László Berti, József Rády, Zoltán Schenker, Jenő Uhlyárik, László Széchy | 1        | 10 | 6  | X                   | ND                     | 10-6               |          |
| 2    | Paesi Bassi | Jan van der Wiel, Arie de Jong, Henri Wijnoldy-Daniëls, Jetze Doorman, Hendrik Scherpenhuijzen, Maarten van Dulm            | 1        | 9  | 7  | ND                  | X                      | 9-7                |          |
| 3    | Francia     | Maurice Taillandier, Georges Conraux, Lionel Lifschitz, Marc Perrodon, Henri de Saint-Germain, Jean Jannekeyn               | 0        | 13 | 19 | 6-10                | 7-9                    | X                  |          |

### Finale
Si disputò il 15 luglio.
| Pos.    | Nazione        | Atleta | Vittorie | VI | SI | Incontri          | Incontri            | Incontri               | Incontri                  |
| Pos.    | Nazione        | Atleta | Vittorie | VI | SI | Italia (bandiera) | Ungheria (bandiera) | Paesi Bassi (bandiera) | Cecoslovacchia (bandiera) |
| ------- | -------------- | --- | -------- | -- | -- | ----------------- | ------------------- | ---------------------- | ------------------------- |
| Oro     | Italia         | Oreste Puliti, Oreste Moricca, Marcello Bertinetti, Giulio Sarrocchi, Renato Anselmi, Guido Balzarini, Bino Bini, Vincenzo Cuccia | 3        | 28 | 20 | X                 | 8-8 (50-46)         | 9-7                    | 11-5                      |
| Argento | Ungheria       | Ödön von Tersztyánszky, János Garay, Sándor Pósta, László Berti, József Rády, Zoltán Schenker, Jenő Uhlyárik, László Széchy       | 2        | 33 | 17 | 8-8 (46-50)       | X                   | 14-4                   | 11-5                      |
| Bronzo  | Paesi Bassi    | Jan van der Wiel, Arie de Jong, Henri Wijnoldy-Daniëls, Jetze Doorman, Hendrik Scherpenhuijzen, Maarten van Dulm                  | 1        | 20 | 30 | 7-9               | 4-14                | X                      | 9-7                       |
| 4       | Cecoslovacchia | František Dvořák, Alexandr Bárta, Luděk Opplt, Josef Jungmann, Otakar Švorčík                                                     | 0        | 17 | 31 | 5-11              | 5-11                | 7-9                    | X                         |